# Mats Gustafsson (fotbollsspelare)
Mats Gustafsson, född 1975 i Sund, är en finländsk fotbollsspelare (högerback). Har ett förflutet i ligalaget FC Inter Åbo och skrev på för IFK Mariehamn inför säsongen 2006. Stod för 20 matcher och två mål i finska ligan år 2006. År 2007 blev det 21 matcher och 4 mål.
Mats har i november 2007 bestämt sig att sluta sin fotbollskarriär vid 31 års ålder.

## Meriter
- Guldbollen 1996
- 2 ggr spelat semifinal i finska cupen.
- Egentliga Finlands bästa fotbollsspelare 2001
- Fc Inters bästa spelare 2001
- Spelat Uefa Intertoto 2005 med Fc Inter
- Spelat 219 tipsligamatcher och gjort 29 mål